# Emily Donelsonová
Emily Tennessee Donelsonová (1. června 1807 Donelson, Tennessee – 19. prosince 1836) byla neteř 7. prezidenta USA Andrewa Jacksona a v letech 1829–1834 vykonávala funkci první dámy USA, neboť Jackson byl od roku 1828 vdovec. Jeho žena Rachel Donelson zemřela mezi manželovým zvolením a jmenováním do úřadu. V roce 1834 Emily Donelsonovou nahradila Jacksonova snacha Sarah Yorke Jacksonová.

## Smrt
V roce 1836 se její zdravotní stav prudce zhoršil. 19. prosince 1836 zemřela ve věku 29 let na tuberkulózu, je tedy nejmladší zemřelá první dáma USA. Když zemřela, dívala se z okna a vyhlížela svého manžela.